# Radula opaciuscula
Radula opaciuscula là một loài rêu tản trong họ Radulaceae. Loài này được (Spruce) Castle miêu tả khoa học lần đầu tiên năm 1959.